# Halictus subauratus
Halictus subauratus is een vliesvleugelig insect uit de familie Halictidae. De wetenschappelijke naam van de soort is voor het eerst geldig gepubliceerd in 1792 door Rossi.